# The Oval Gasholders

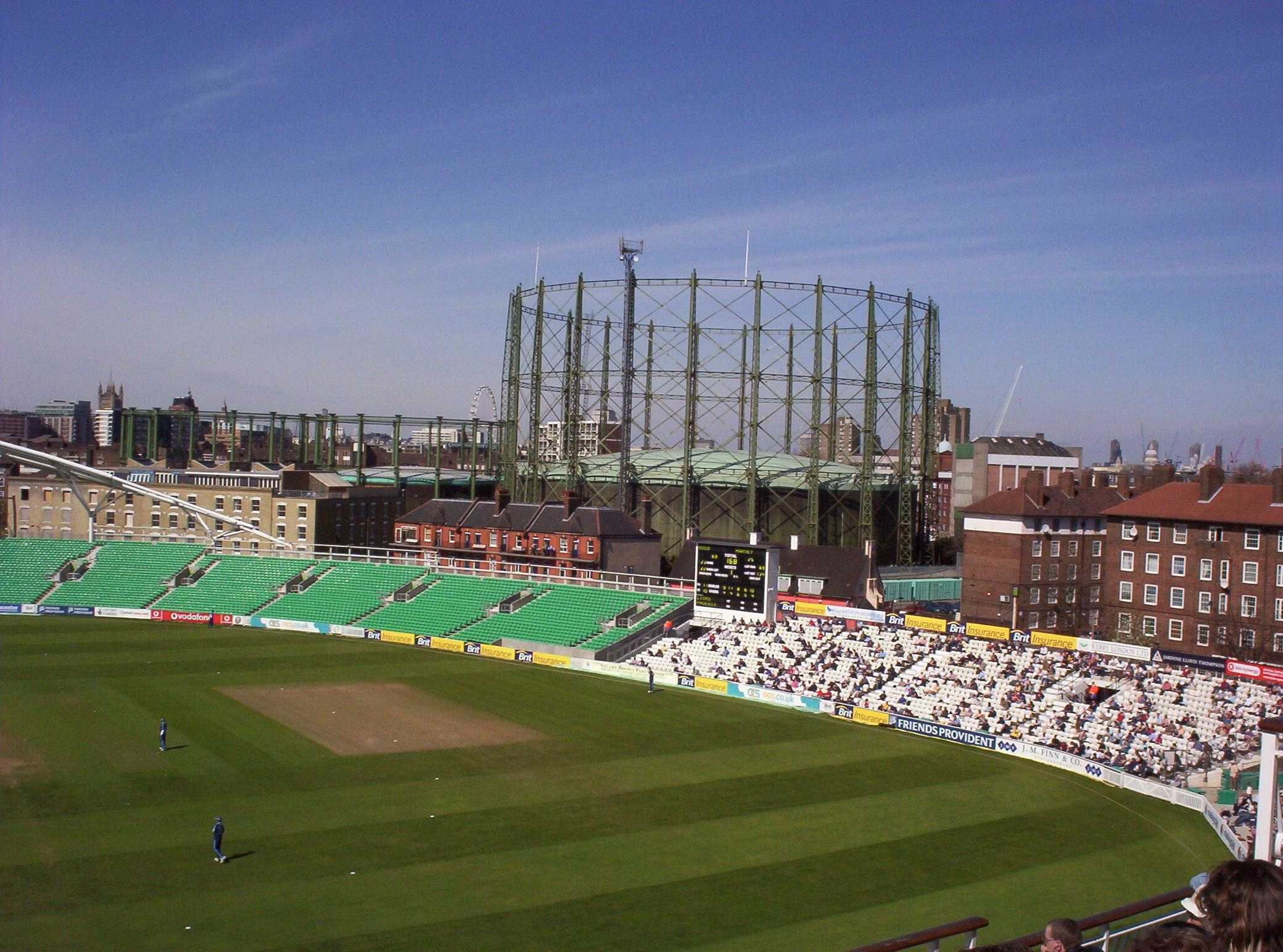
Les Oval Gasholders en 2005

The Oval Gasholders est un gazomètre situé près du stade de cricket The Oval à Londres, dans le borough de Lambeth, dont la construction a commencé en 1853 et le site est officiellement appelé Kennington Holder Station par ses propriétaires, Southern Gas Network. Il s'agit d'un bâtiment classé de grade II dont la partie classée est connue sous le nom de Gasholder no 1.

## Histoire
Le premier gazomètre en fer a été édifié sur le site en 1847 pour desservir une usine à gaz à côté du pont de Vauxhall. La Phoenix Gas Light and Coke Company l'a remplacé en 1877-1879, avec deux ascenseurs, contenant trois millions de pieds cubes, ce qui en fait le plus grand gazomètre du monde. Il a été agrandi à nouveau en 1891-1892 pour la South Metropolitan Gas Company, augmentant leur hauteur de 50 % et ajoutant deux ascenseurs, dont un « ascenseur volant », doublant sa capacité. Cette structure, Gasholder 1, est classée Grade II en raison du fait qu'il était à l'époque le plus grand gazomètre du monde, du fait de ses célèbres concepteurs Frank et George Livesey et enfin parce qu'il était une toile de fond de renommée internationale pour les matchs de cricket sur le terrain adjacent. 

## Terrain de cricket

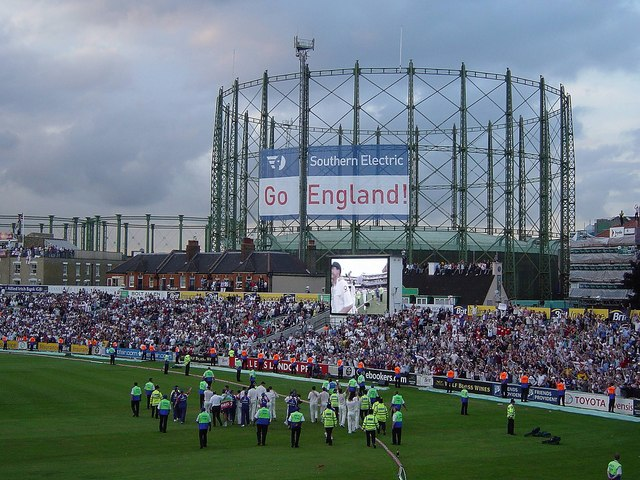
Les gazomètres après la fin de la dernière journée des Ashes 2005, portant une banderole « Allez l'Angleterre ! »

Les gazomètres sont adjacents au mur d'enceinte nord-est de l'Oval et surplombent l'extrémité Vauxhall du terrain. Ils ont longtemps été considérés comme faisant partie intégrante du contexte traditionnel de l'Oval, le plus grand réservoir de gaz étant seulement dix ans plus jeune que le terrain de cricket, qui a été créé en 1846. Lors des matchs de l'équipe d'Angleterre de cricket, d'immenses banderoles publicitaires sont accrochées aux réservoirs à gaz. Ils sont régulièrement mentionnés dans les émissions de la BBC Test Match Special.
En 2008, le Surrey County Cricket Club, locataire de The Oval, a annoncé son intention de réaménager le terrain le long du côté le plus proche des gazomètres. Mais la brigade des pompiers de Londres a classé les réservoirs de gaz comme un site dangereux. Cependant, cette objection a été rejetée par le secrétaire d'État et l'inspecteur de l'urbanisme.

### Avenir
En 1999, des plans ont été annoncés pour démanteler tous les gazomètres du Royaume-Uni, devenus superflus en raison des améliorations apportées au stockage du gaz. Ceci concernait aussi les réservoirs à gaz Oval. En mars 2012, le Conseil de Lambeth a répertorié localement les trois réservoirs de gaz de 1874, 1876 et 1892. En 2015, Lawrence D'Silva, un résident local de 26 ans, a présenté un dossier à Historic England pour que les gazomètres soient classés'. Par la suite, Historic England les a tous évalués pour une inscription au classement national et a décidé en mars 2016 d'accorder le statut de classement de grade II à un seul des Oval Gasholders - le no 1 (le plus grand d'entre eux) datant de 1892.